# Oxydia zonulata
Oxydia zonulata är en fjärilsart som beskrevs av George Duryea Hulst 1886. Oxydia zonulata ingår i släktet Oxydia och familjen mätare. Inga underarter finns listade i Catalogue of Life.